# Кислов, Иван Васильевич
Ива́н Васи́льевич Кисло́в (род. 1959) — военнослужащий, майор Вооружённых Сил Российской Федерации (до этого — Вооружённых Сил СССР), получивший известность тем, что в январе 1993 года пытался совершить покушение на президента России Бориса Ельцина.

## Биография
Иван Кислов родился в 1959 году. До декабря 1992 года он имел воинское звание майора, служил в строительной части в Хабаровске в должности помощника начальника отдела в управлении монтажных работ строительного управления Дальневосточного военного округа. Был женат, имел сына. Как впоследствии утверждали знавшие его люди, Кислов никогда не проявлял резкого недовольства российским правительством.
По разным данным[каким?], вечером 24 или утром 25 декабря 1992 года Кислов ушёл из дома, решив совершить покушение на президента России Бориса Ельцина в качестве мести за распад Советского Союза, не сообщив ни о месте, ни о цели своей поездки в Москву ни родственникам, ни сослуживцам. С его слов, он собрал два небольших взрывных устройства, начинённых свинцовыми шариками для увеличения убойной силы, однако они промокли, когда Кислов оказался под дождём, и оказались неработоспособными. (Мины впоследствии так и не были найдены.) 1 января 1993 года майор прибыл в Москву и сразу же по прибытии начал искать подходящее для покушения место, следил за комплексом правительственных зданий на Старой площади, изучая распорядок приезда-отъезда руководства страны.
Кислов решил убить Ельцина перочинным ножом, для чего караулил его у подъезда, где жил президент, но неудачно. 27 января 1993 года Кислов залез на крышу здания администрации президента на Старой площади, не зная, что Ельцин уехал с рабочим визитом в Индию. Дезертир был вскоре обнаружен сотрудниками службы безопасности. Кислов представился дворником, но ему не поверили и задержали. Во время обыска у Кислова было обнаружено удостоверение личности офицера, после чего он был передан в военную прокуратуру как дезертир. Однако вскоре на следствии Кислов признался, что готовил покушение на Бориса Ельцина как месть за распад СССР и плохое положение в стране.
…Я решил возложить на себя высокую миссию избавления России от этого человека…
Следствие предъявило Кислову обвинение в подготовке к убийству и террористическому акту, а также дезертирстве. Судебно-психиатрическая экспертиза признала бывшего майора строительных войск невменяемым и поставила ему диагноз «шизофрения». Московский гарнизонный суд отправил Кислова на принудительное лечение в Хабаровскую спецбольницу. Дальнейшая судьба его точно не известна; возможно, он уже вышел на свободу.